# Dendrochilum oliganthum
Dendrochilum oliganthum är en orkidéart som först beskrevs av Oakes Ames, och fick sitt nu gällande namn av Ernst Hugo Heinrich Pfitzer. Dendrochilum oliganthum ingår i släktet Dendrochilum och familjen orkidéer. Inga underarter finns listade i Catalogue of Life.